# Alain Lascoux
Alain Lascoux (* 17. Oktober 1944; † 20. Oktober 2013 in Paris) war ein französischer Mathematiker, der sich mit algebraischer Kombinatorik befasste.
Lascoux machte 1966 seinen Abschluss an der École polytechnique und wurde 1967 an der Universität Paris bei Jean-Louis Verdier promoviert. Danach forschte er für das CNRS, zuletzt als Forschungsdirektor. Anfangs befasste er sich mit algebraischer Geometrie, später mit Kombinatorik. Er war Professor an der Universität Marne-La-Vallée, dort war einer der Gründer des Informatik-Labors Gaspar Monge. Er war Kopf einer Gruppe von Kombinatorikerin an der Universität Paris VII, die sich Phalanstère nannte.
Er befasste sich insbesondere mit kombinatorischen Fragen der symmetrischen Gruppe und deren Darstellungstheorie (Young-Tableau). Dabei arbeitete er häufig mit Marcel Schützenberger. Beide führten 1982 Schubert-Polynome ein. Mit Bernard Leclerc und Jean-Yves Thibon führte er 1997 LLT-Polynome ein (benannt nach den Anfangsbuchstaben ihrer Namen). Weiter führte er Wronskische Symmetrische Funktionen ein und mit Schützenberger Grothendieck-Polynome und das plaktische Monoid (Monoïde plaxique).
Lascoux setzte sich für verfolgte Mathematiker und Frauen in der Mathematik ein und war als Mathematiker in China aktiv, wo er Professor an der Nankai-Universität war.
Er war Invited Speaker auf dem Internationalen Mathematikerkongress in Berlin (Ordonner le Groupe Symmetrique: Pourquoi Utiliser l'Algèbre de Iwahori-Hecke).